# ルネサンスの歴史 (モンタネッリら)
『ルネサンスの歴史』は、モンタネッリとジェルヴァーゾによる13-16世紀のイタリアルネサンス史入門書。
『イタリアの歴史 (イタリア語)』のシリーズ（ミラノ、Rizzoli社）の2巻分で、1967年に『黄金世紀のイタリア (L'Italia dei secoli d'oro)』、1968年に続編『反宗教改革のイタリア (L'Italia della Controriforma)』が出版。日本版は下記。
インドロ・モンタネッリ (Indro Montanelli (イタリア語),  1909-2001) は、イタリアの著名なジャーナリスト。
共著者のロベルト・ジェルヴァーゾ (Roberto Gervaso (イタリア語), 1937-2020) は、部下だったジャーナリスト。

## 共著者
モンタネッリのイタリア史シリーズ中、『ギリシア人の歴史』『ローマの歴史』（この2巻はモンタネッリ単著で訳書刊）、古代末期・中世からの『暗黒世紀のイタリア』『自治都市のイタリア』『黄金世紀のイタリア』『反宗教改革のイタリア』『17世紀のイタリア』『18世紀のイタリア』の6巻は、ジェルヴァーゾとの共著。
フランス革命期から20世紀初頭までの『ジャコバンとカルボナリのイタリア』『リソルジメントのイタリア』『著名人のイタリア』『ジョリッティのイタリア』『黒シャツを着たイタリア』の5巻は、再度モンタネッリ単著で出版された。
続編は、1925年から1997年までの20世紀イタリア史シリーズ（全13巻）で、ジャーナリストのマリオ・チェルヴィ(Mario Cervi (イタリア語), 1921-2015) との共著である。

## 内容

### 黄金世紀のイタリア
1 ルネサンスとヒューマニズム
イタリアは群雄割拠状態で、国家統一は目標にならなかった。エリートたちは芸術家として成熟した。
2 大帝の遺産
1250年、フリードリヒ2世が没し、イタリア統一は失敗した。1266年、ルイ9世 (フランス王)の弟シャルル・ダンジューがシチリアとナポリを占領し、アンジュー＝シチリア家のシチリア王国を創始。
3 シチリアの晩鐘
1282年シチリアに内乱（シチリアの晩祷）が起こると、イベリア半島からペドロ3世 (アラゴン王)がシチリアを占領（シチリア晩祷戦争）。シャルル・ダンジューの領土は半島部のみのナポリ王国となる。
4 イタリアの情勢
14世紀初頭のイタリアは、ミラノ、ジェノヴァ、ヴェネツィア、フィレンツェ、ナポリの5極構造。加えてローマに教皇庁がある。
5 ボニファティウス8世
紀元1300年を記念してボニファティウス8世 (ローマ教皇)はローマ巡礼の聖年祭を企画。ローマの商人たちを儲けさせ、教皇庁の財政の穴埋めをした。
6 ハインリヒ7世
1305年、フィリップ4世 (フランス王)の意向で、クレメンス5世 (ローマ教皇)は教皇庁を南仏アヴィニョンに移転。一方ルクセンブルク公ハインリヒが神聖ローマ皇帝に就任。しかし1312年にローマで戴冠式をしたあと急死。
7 ダンテ
ダンテ・アリギエーリはフィレンツェ白派の総務に選ばれたが、1301年にシャルル・ド・ヴァロアを後ろ盾とした黒派から死刑を宣告され逃亡、ラヴェンナで死んだ。世俗イタリア語による『神曲』は流浪時代の作。
8 バビロニア捕囚
70年間のアヴィニョン教皇庁時代はバビロニア捕囚と呼ばれる。この時代、シエナのカテリーナは聖女と見なされ、教皇にも意見した。
9 コーラ・ディ・リエンツォ
1347年、コーラ・ディ・リエンツォはローマ市長に選ばれ、貴族に対抗した。しかし過激すぎてクレメンス6世 (ローマ教皇)を敵に回し、1354年反対派に殺された。
10 ペトラルカ
1302年にダンテと同様、ペトラルカの父もフィレンツェから亡命した。ペトラルカはアヴィニョンの教皇庁に就職し、ヨーロッパ最初の大人文学者、古書収集家となった。
11 ボッカチオ
1348年のペストの後、ボッカチオは『デカメロン』を書いた。彼はダンテのような社会的野心を抱かず、ペトラルカのような世渡り上手でもなかった。
12 14世紀の商人
フィレンツェの西北、プラートにダティーニは生まれた。アヴィニョンで商売を始め、以後フィレンツェに本社を置いた。彼の残した文書群は14世紀の商業の貴重な資料である。
13 教皇ののローマ帰還
1367年、ウルバヌス5世 (ローマ教皇)と教皇庁はアヴィニョンからローマへ帰還。ローマは荒廃していた。次のグレゴリウス11世 (ローマ教皇)はアヴィニョンに戻ったが、改めて1377年ローマに帰還。
14 教会分裂と公会議
1378年、イタリア人ウルバヌス6世 (ローマ教皇)が即位。フランス勢力はこの選挙を無効と主張、クレメンス7世 (対立教皇)がアヴィニョンで即位。以後40年の教会大分裂時代となる。1417年にマルティヌス5世 (ローマ教皇)の即位で、分裂は終わる。
15 教皇庁の反撃
ギリシャ正教会から教皇エウゲニウス4世 (ローマ教皇)へ、合同公会議の提案が来た。1439年のフィレンツェ公会議で東西教会の合同宣言が行われた。
16 自治都市から僭主国家へ
イタリアの自治都市は当初「総代」または「執政」制だった。12世紀中頃には実質上の元首である「大法官」制となり、13世紀には終身任期の例も見られる。
17 ヴィスコンティとスフォルツァ
ジャン・ガレアッツォ・ヴィスコンティによりミラノ公国はナポリに並ぶ強国となった。その孫娘婿のフランチェスコ・スフォルツァもミラノ公国を再建した。
18 ヴェネツィア共和国
ヴェネツィアは1380年、ジェノヴァ艦隊との戦闘で勝ち、イタリアの海上権を握った。ヴェネツィアの15世紀美術にもっとも貢献したのはジェンティーレ・ベッリーニとジョヴァンニ・ベッリーニの兄弟。
19 祖国の父
15世紀にはフィレンツェの産業、とくに銀行業はヨーロッパ随一となった。コジモ・デ・メディチはフィレンツェ市の役職にしばらくついたあと引退したが、実質上の独裁者で、「祖国の父」だった。ヨーロッパで累進課税を最初に導入したのは彼である。
20 ロレンツォとジロラモ
コジモの孫がロレンツォ・デ・メディチで、彼も公職につかずにフィレンツェを支配した。ジロラモ・サヴォナローラはサンマルコ修道院で説教をし、ロレンツォは僭主であると攻撃したが、ロレンツォは黙認。「雅量ある人」と綽名された。
21 メディチ文化の担い手たち
1439年に東西教会合同のフィレンツェ公会議が開かれた。イタリア人はプラトン、アリストテレスといった大学者をギリシャの学者から知った。フィレンツェの芸術家には、ブレネレスキ、ドナテッロ、マサッチオ、フラ・アンジェリコ、フィリッポ・リッピ、ボッティチェリがいる。
22 エステ家治下のフェラーラ
15世紀にフェラーラを支配したのはエステ家で、ニッコロ3世・デステとその3人の息子たちだった。人文学者としてグアリーノ(イタリア語)がいる。
23 ナポリ王国
ナポリはアンジュー＝シチリア家が支配していたが、1442年にシチリアからアルフォンソ5世 (アラゴン王)が攻め入り、アラゴン連合王国の一部となる。
24 教皇帰還後のローマ
15世紀後半の教皇ニコラウス5世、ピウス2世、シクストゥス4世はみな人文主義者であり、ローマの再興に貢献した。
25 跋扈する傭兵軍団
イギリス人傭兵隊長ジョン・ホークウッドなど、傭兵は金のために働く。敵がより高報酬を提示すると躊躇なく裏切る。
26 コンスタンティノープル陥落
オスマン帝国のメフメト2世により、1453年にコンスタンティノープルが陥落した。ギリシャの学者は大挙してイタリア、フランスに亡命し、古代文化を伝えた。
27 アメリカ発見
1479年にアラゴン王国とカスティーリャ王国はスペイン王国となった。ジェノヴァ生まれのクリストフォロ・コロンボはイサベル女王をパトロンにし、2ヶ月余の航海で大西洋を横断。新大陸を発見。

### 反宗教改革のイタリア
28 イル・モーロとシャルル8世
ミラノのフランチェスコ・スフォルツァの第4子ルドヴィーコ・スフォルツァは肌が黒く、イル・モーロ（黒人）と呼ばれた。彼の支配でミラノは最盛期となる。彼の手引きでシャルル8世 (フランス王)がナポリへ侵入する。（第一次・第二次イタリア戦争）
29 サヴォナローラ
1494年、フィレンツェはロレンツォの子ピエロを追放し、ジロラモ・サヴォナローラが実権を握った。しかし教皇アレクサンデル6世を敵に回し、1498年にサヴォナローラは処刑された。
30 ボルジア家の人びと
ロドリーゴ・ボルジアは1492年アレクサンデル6世 (ローマ教皇)になった。彼の任命で軍司令官になり、教皇領奪回戦争をしたのが息子のチェーザレ・ボルジア。マキアヴェリが理想の君主としたのは彼である。
31 ユリウス2世
ユリウス2世 (ローマ教皇)も教皇領奪回のため軍を率いた。フランス軍も利用した（カンブレー同盟）が、フランスがミラノを占領すると、思い直して神聖同盟軍を結成し、フランスを追い出した。（カンブレー同盟戦争）
32 レオ10世
ロレンツォ・デ・メディチの子、ジョヴァンニ・デ・メディチがレオ10世 (ローマ教皇)となった。教皇庁の赤字を補うために免罪符を発行した。
33 統一世界の終焉
ルネサンスにより精神世界でのカトリック教会の独占は崩れた。そして宗教権力に代わって、世俗権力が個人の権利を保証できる時代がやってきた。
34 ウィクリフ
ジョン・ウィクリフは14世紀のイギリス人。教会がエドワード3世 (イングランド王)へ献金を要請すると、教会が租税取り立ての権利を主張する事はできないと論じた。
35 フス
ボヘミアのヤン・フスはウィクリフの著作を読み、運命予定説に賛成。コンスタンツ公会議でもそれを主張し、異端とされ、1415年火刑にされた。
36 エラスムス
ロッテルダム生まれのデジデリウス・エラスムスは、古代の写本を求めてヨーロッパを渡り歩き、多くの著作を優雅なラテン語で書いた。イングランドで書いたのが『痴愚神礼賛』で、既成権威を批判した。
37 ウィッテンベルグ 1517年
ウィッテンベルグ大学の神学教授マルティン・ルターは、レオ10世の免罪符について『95ヵ条の提題』を発表。ヨハン・テッツェル と論争し、反響が広まった。
38 反逆者
1517年以前のルター。ルターの父は彼を法律家にさせたかったが、そばに雷が落ちたのをきっかけに、彼は修道院に入った。フスの著作を読んで共感し、霊魂救済の唯一の条件は信仰であると考えた。
39 2つのドイツ
ドイツの産業の中心は当初イタリアに近い南ドイツだった。ヴェネチアとの関係が悪化すると、フッガー家は本社を北へ移し、アントワープ、ブレーメン、ハンブルグがドイツ経済の中心になった。
40 破門
ルターはライプツィヒでヨハン・エックと論争し、教皇の至高権を否定した。レオ10世は2ヶ月以内に主張を撤回せねば破門と申し渡した。ルターは破門教書を公然と焼いた。
41 ウォルムス
1519年カール5世 (神聖ローマ皇帝)が即位。ルターはウォルムスの国会に召喚され、教皇の権威も公会議の権威も否定した。
42 大暴動
フリードリヒ3世 (ザクセン選帝侯)はルターをヴァルトブルク城にかくまった。ドイツ各地で農民暴動が起こったが、諸侯により鎮圧された（ドイツ農民戦争）。
43 カール帝とフランソア王
1504年にフェルナンド2世 (アラゴン王)のスペイン軍がナポリを征服（第二次イタリア戦争）。1515年、フランソワ1世 (フランス王)がミラノなど北イタリアを占領。しかしカール5世が皇帝になると、1524年パヴィアの戦いで北イタリアを奪還した（第三次イタリア戦争）。
44 ローマ劫掠
1523年、ジュリオ・デ・メディチ（ロレンツォの甥）がクレメンス7世 (ローマ教皇)となった。カール5世の部下、ゲオルク・フォン・フルンツベルクのランツクネヒト軍団が暴走し、1527年にローマを劫掠。
45 英国教会の分離
ヘンリー8世 (イングランド王)は、アン・ブーリンと再婚するため、キャサリン王妃との離婚を希望した。が、教皇クレメンス7世は認めない。ヘンリーは僧官会議を開き、国王が英教会の最高指導者である事を認めさせ、イングランド国教会はローマカトリックから分離した。
46 ルターの勝利
ルターは当初、信徒集団が司祭を決める権利を認めていたが、結局世俗権力が聖職者任命権を持つ事になった。1546年ルター死。
47 ツヴィングリ
チューリヒでフルドリッヒ・ツヴィングリも教皇至高権と免罪符に反対した。1531年にチューリヒを攻めたスイスのカトリック州軍との戦いで戦死。
48 カルヴァン
ジャン・カルヴァンはフランス生まれ。ルターの説に共感し、フランスを逃げ、バーゼルで『キリスト教綱要』を発表。カルヴァンの運命予定説は人生への自信と積極性を引き出すことになった。
49 苦悩する知識人
ルターは当初エラスムスを尊敬し、師と呼んだ。しかしルターが教皇至上権を否定すると、エラスムスはルターと距離をとった。エラスムスは新旧両教の妥協を求めたが、不可能だった。
50 イタリアの展望
ナポリは1504年以後スペイン副王が支配。1535年以後ミラノもカール5世が支配。フィレンツェのアレッサンドロ・デ・メディチもカール5世の傀儡だった。
51 マントヴァ－イザベラとマンテーニャ
フェラーラのエステ家の娘イザベラ・デステは、近郊のマントヴァのゴンザーガ家へ嫁いだ。マントヴァの美術はアンドレア・マンテーニャを迎えて最盛期となる。
52 宮廷人－カスティリオーネとアレティーノ
ウルビーノのバルダッサーレ・カスティリオーネは、著作『宮廷人』でその理想を書いた。ヴェネツィアのピエトロ・アレティーノは『ラジオメンティ』でローマ社会を皮肉った。
53 アリオスト
フェラーラのルドヴィーコ・アリオストは、8世紀を舞台とした『オルランド狂乱』に、幻想に満ちた超現実を書いた。
54 チェリーニ
フィレンツェ生れのベンヴェヌート・チェッリーニは彫金師で、ローマで名をあげた。代表作はフィレンツェ、シニョーリア広場の『ペルセウス像』。
55 マキアヴェリ
ニッコロ・マキャヴェリはフィレンツェの第2書記官長。1502年チェーザレ・ボルジアと面識。1505年傭兵制でなく民兵制を提案。がユリウス2世の神聖同盟軍に負けて1512年失脚し、サンカシアーノで1513年『君主論』を執筆。
56 グイッチアルディーニ
フランチェスコ・グイチャルディーニはフィレンツェのアレッサンドロ・デ・メディチとコジモ・デ・メディチの顧問。引退後『イタリア史』『フィレンツェ史』を執筆。
57 レオナルド
レオナルド・ダ・ヴィンチはヴェロッキオの工房で修行。イル・モーロへの自薦状ではいろんな能力を並べ、最後に「絵も描けます」。ミラノで『最後の晩餐』。フランチェスコ・ジョコンドの妻リザをモデルに『モナ・リザ』。科学についてのノート50冊が残る。
58 ヴェネツィアの画家たち
ジョルジョーネとティツィアーノ・ヴェチェッリオはジョヴァンニ・ベリーニの弟子。ティントレットはティツィアーノの弟子。パオロ・ヴェロネーゼはバディーレの弟子。
59 ラファエッロ
ラファエロ・サンティはウルビーノ生まれで、ペルジーノの弟子。1504-8の間フィレンツェに在住、『ひわの聖母』。以後ローマに行き『アテナイの学堂』『小椅子の聖母』。遺体はパンテオンに納められる。
60 イタリアの異端者たち
ベルナルディーノ・オキーノ (イタリア語) はジョヴァンニ・ヴァルデス (スペイン語) に影響され運命予定説をとった。教皇に召喚されて逃げ、ヨーロッパを放浪。ロンドンで著作にはげんだ。
61 レーゲンスブルグ
1534年パウルス3世 (ローマ教皇)即位。カトリックのうちの柔軟派コンタリーニ枢機卿 (英語) は1541年、レーゲンスブルグでルター派代表と会談し、信仰義認論に賛成した。しかしその合意文書を教皇庁は批准しなかった。
62 ロヨラ
イグナチオ・デ・ロヨラはモンテギュー神学校で、ピエトロ・ファベル(英語)とフランシスコ・ザビエルらを同士とした。彼らの集まりは1540年、正規の修道会と認可され、「イエズス会」となった。彼らは世界に布教に乗り出す。
63 トレントの序章
カール5世は帝国内融和を希望し、1545年、パウルス3世の主宰でトレント公会議を開会。新教徒との妥協点を見出そうとしたが、正統派カトリックの教義が確認されていった。
64 パウルス4世
1555年に皇帝カール5世退位。スペイン王にフェリペ2世 (スペイン王)を任命。フェリペはアンリ2世 (フランス王)と戦い勝利（第六次イタリア戦争）、1559年カトー＝カンブレシスの講和。イタリアでのスペイン覇権は確立した。イングランドでは1558年エリザベス1世が即位。イギリス国教会の地位も確立した。
65 公会議
1562-3年、トレント公会議が再開、決議された。結局新教徒とは完全決裂となった。教皇庁は世俗的策動を断念する。ただし善悪は聖職者が決める。
66 反宗教改革の戦争
スペイン、サヴォイア、ジェノヴァ、ベネツィア4国連合艦隊は、1571年にレパントの海戦でトルコ海軍に勝利。1588年、アルマダの海戦でスペイン無敵艦隊はイギリス艦隊と戦ったが、船が速く、砲の着弾距離が長いイギリスが勝った。
67 破り得ぬ敵
フェリペ2世のスペインはヨーロッパを統一できなかった。なぜか。カルヴィンの勤倹の宗教は、近代資本主義のモラルを形成、これが近代世界、仕事と能率の文明を築いた。フェリペ2世はこの敵とぶつかったのである。
68 斜陽のイタリア
スペインのイタリア支配の2拠点はナポリとミラノ。フィレンツェも影響下にあった。グレゴリウス13世 (ローマ教皇)はグレゴリオ暦で1年を365.2425日とした。イタリアで宗教的寛容のある国はヴェネツィア共和国だけだった。
69 ミケランジェロ
ミケランジェロ・ブオナローティはドメニコ・ギルランダイオの工房で修行。1498年に『ピエタ』、1503年『ダヴィデ』、1512年『天地創造』、1541年『最後の審判』。1564年の死の前まで『ロンダニーニのピエタ』を彫っていた。
70 タッソ
トルクァート・タッソの1581年の叙事詩『エルサレム解放』はベストセラーになった。第1次十字軍を素材とし、キリスト教徒がエルサレムを占領する。
71 ブルーノ
ジョルダーノ・ブルーノはロンドンで彼の宇宙論を含む哲学書を書いた。イタリアに帰ると異端審問所に告発された。審理は7年続き、1600年に判決。カンポ・デ・フィオーリ (イタリア語) で火刑となった。

## 日本語訳
- 『ルネサンスの歴史 上 －黄金世紀のイタリア』モンタネッリ、ジェルヴァーソ
- 『ルネサンスの歴史 下 －反宗教改革のイタリア』モンタネッリ、ジェルヴァーソ
各・藤沢道郎訳、中央公論社 1981-1982／中公文庫（上下）、1985、改版2016